# Cucullia obscura
Cucullia obscura là một loài bướm đêm trong họ Noctuidae.